# 混杂沉积物

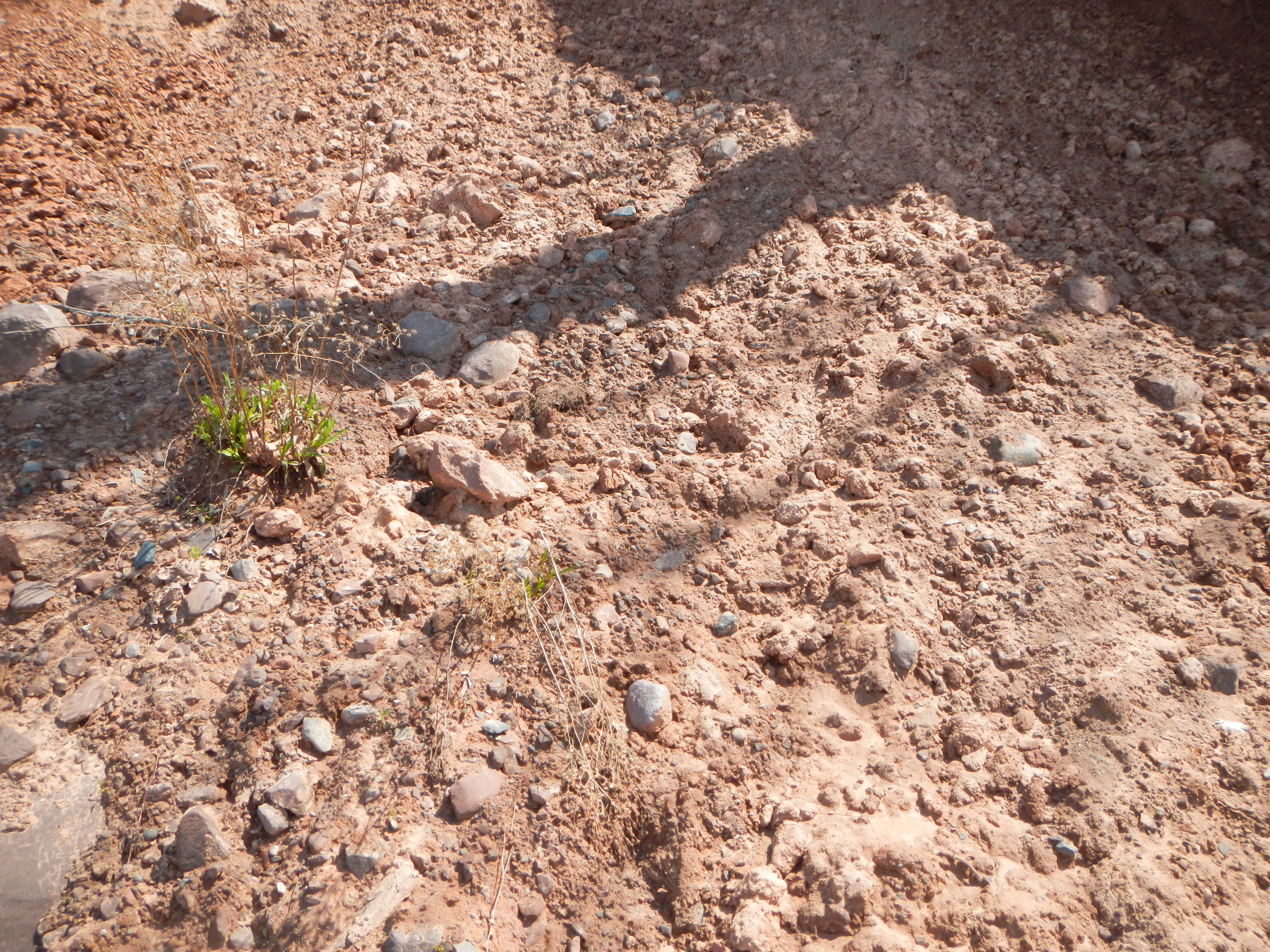
苏必利尔湖附近湖岸的冰磧沙质混合沉积物

混杂沉积物（英語：Diamcton）是一種由未淘選或低淘選度的陸源沉積物組成，其顆粒大小差距很大，從粘土到巨礫，基質為泥岩或砂岩
該地質名詞由 Richard Foster Flint 和其他人創造的，作為一個純粹的描述性名詞，並沒有提及任何該名詞的起源或沉積環境。地質學家通用這名詞于未分選的冰碛石，但其他地質作用亦能造成，例如泥流，山体滑坡，浊积流等. 。